# Campionato francese di rugby a 15 2014-2015
Il Top 14 2014-15 è la massima competizione di rugby a 15 francese prevista per la stagione 2014-15. Il campionato è cominciato il 15 agosto 2014 e si concluderà il 13 giugno 2015 con la finale allo Stade de France di Parigi.

## Squadre partecipanti
| Club            | Città              | Allenatore       | Capitano | Stadio                  | Capacità |
| --------------- | ------------------ | ---------------- | -------- | ----------------------- | -------- |
| Bayonne         | Bayonne            | Patricio Noriega |          | Stadio Jean Dauger      | 16 934   |
| Bordeaux Bègles | Bordeaux           | Raphaël Ibañez   |          | Stadio Chaban-Delmas    | 34 694   |
| Brive           | Brive-la-Gaillarde | Nicolas Godignon |          | Stadio Amédée Domenech  | 13 979   |
| Castres         | Castres            | Mathias Rolland  |          | Stadio Pierre Antoine   | 11 500   |
| Clermont        | Clermont-Ferrand   | Franck Azéma     |          | Stadio Marcel Michelin  | 18 030   |
| Grenoble        | Grenoble           | Fabrice Landreau |          | Stade des Alpes         | 20 068   |
| Lione           | Lione              | Tim Lane         |          | Stadio Matmut           | 11 807   |
| Montpellier     | Montpellier        | Jake White       |          | Stadio Yves du Manoir   | 15 000   |
| Oyonnax         | Oyonnax            | Olivier Azam     |          | Stadio Charles Mathon   | 11 400   |
| Racing 92       | Parigi             | Laurent Travers  |          | Stadio di Colombes      | 14 000   |
| La Rochelle     | La Rochelle        | Patrice Collazo  |          | Stadio Marcel Deflandre | 15 000   |
| Stade français  | Parigi             | Gonzalo Quesada  |          | Stadio Jean Bouin       | 20 000   |
| Tolone          | Tolone             | Bernard Laporte  |          | Stadio Mayol            | 15 820   |
| Tolosa          | Tolosa             | Guy Novès        |          | Stadio Ernest Wallon    | 19 500   |

## Fase a girone unico

### Risultati
|           | 1ª giornata                |       |
| --------- | -------------------------- | ----- |
| 15-8-2014 | Bayonne – Tolone           | 15-29 |
| 16-8-2014 | Clermont – Grenoble        | 30-26 |
| 16-8-2014 | Bordeaux – Lione           | 18-9  |
| 16-8-2014 | Brive – La Rochelle        | 37-15 |
| 16-8-2014 | Castres – Stade Français   | 22-25 |
| 16-8-2014 | Tolosa – Oyonnax           | 20-19 |
| 16-8-2014 | Montpellier – Racing Métro | 16-19 |

|          | 4ª giornata              |       |
| -------- | ------------------------ | ----- |
| 5-9-2014 | Montpellier – Castres    | 43-10 |
| 6-9-2014 | Brive – Tolosa           | 26-19 |
| 6-9-2014 | Clermont – Racing Métro  | 32-6  |
| 6-9-2014 | Grenoble – La Rochelle   | 30-12 |
| 6-9-2014 | Lione – Oyonnax          | 26-23 |
| 6-9-2014 | Stade Français – Bayonne | 34-29 |
| 6-9-2014 | Tolone – Bordeaux        | 18-13 |

|           | 7ª giornata                  |       |
| --------- | ---------------------------- | ----- |
| 26-9-2014 | Bayonne – Tolosa             | 35-19 |
| 27-9-2014 | Brive – Bordeaux             | 34-24 |
| 27-9-2014 | Grenoble – Racing Métro      | 27-25 |
| 27-9-2014 | Lione – Castres              | 28-18 |
| 27-9-2014 | Oyonnax – Clermont           | 8-19  |
| 27-9-2014 | Stade Français – La Rochelle | 43-10 |
| 27-9-2014 | Tolone – Montpellier         | 40-17 |

|           | 10ª giornata              |       |
| --------- | ------------------------- | ----- |
| 1-11-2014 | Bayonne – Clermont        | 24-13 |
| 1-11-2014 | Brive – Castres           | 21-15 |
| 1-11-2014 | La Rochelle – Montpellier | 21-15 |
| 1-11-2014 | Lione – Tolosa            | 17-41 |
| 1-11-2014 | Racing Métro – Oyonnax    | 17-21 |
| 2-11-2014 | Tolone – Grenoble         | 61-28 |
| 1-11-2014 | Stade Français – Bordeaux | 39-22 |

|            | 13ª giornata               |       |
| ---------- | -------------------------- | ----- |
| 20-12-2014 | Bayonne – Bordeaux         | 15-12 |
| 20-12-2014 | Brive – Oyonnax            | 19-6  |
| 20-12-2014 | Clermont – Castres         | 19-10 |
| 19-12-2014 | Grenoble – Stade Français  | 30-43 |
| 20-12-2014 | Montpellier – Tolosa       | 23-20 |
| 20-12-2014 | Racing Métro – La Rochelle | 27-3  |
| 20-12-2014 | Tolone – Lione             | 30-6  |

|           | 16ª giornata             |       |
| --------- | ------------------------ | ----- |
| 10-1-2015 | Bayonne – Lione          | 23-22 |
| 10-1-2015 | Bordeaux – Grenoble      | 34-16 |
| 10-1-2015 | Clermont – Brive         | 44-20 |
| 10-1-2015 | Oyonnax – Montpellier    | 20-13 |
| 9-1-2015  | Stade Français – Castres | 49-13 |
| 10-1-2015 | Tolone – Racing Métro    | 32-23 |
| 10-1-2015 | Tolosa – La Rochelle     | 29-26 |

|          | 19ª giornata              |       |
| -------- | ------------------------- | ----- |
| 7-3-2015 | Bordeaux – Stade Français | 22-23 |
| 7-3-2015 | Castres – Lione           | 23-20 |
| 7-3-2015 | Clermont – Bayonne        | 28-16 |
| 7-3-2015 | Montpellier – La Rochelle | 15-15 |
| 6-3-2015 | Oyonnax – Tolosa          | 9-3   |
| 7-3-2015 | Racing Métro – Grenoble   | 34-29 |
| 7-3-2015 | Tolone – Brive            | 34-11 |

|           | 22ª giornata                 |       |
| --------- | ---------------------------- | ----- |
| 11-4-2015 | Brive – Lione                | 22-20 |
| 11-4-2015 | Castres – Bordeaux           | 22-20 |
| 11-4-2015 | Clermont – Oyonnax           | 10-11 |
| 11-4-2015 | Grenoble – Tolone            | 24-35 |
| 10-4-2015 | La Rochelle – Stade Français | 19-19 |
| 11-4-2015 | Racing Métro – Montpellier   | 24-24 |
| 11-4-2015 | Tolosa – Bayonne             | 20-17 |

|           | 25ª giornata                 |       |
| --------- | ---------------------------- | ----- |
| 17-5-2015 | Clermont – Tolone            | 22-19 |
| 16-5-2015 | Bordeaux – Bayonne           | 38-20 |
| 16-5-2015 | Castres – Brive              | 32-12 |
| 16-5-2015 | Grenoble – Tolosa            | 32-11 |
| 16-5-2015 | La Rochelle – Racing Métro   | 18-18 |
| 15-5-2015 | Oyonnax – Lione              | 28-10 |
| 16-5-2015 | Stade Français – Montpellier | 35-21 |

|           | 2ª giornata             |       |
| --------- | ----------------------- | ----- |
| 22-8-2014 | Tolosa – Castres        | 35-6  |
| 23-8-2014 | Brive – Clermont        | 6-21  |
| 23-8-2014 | Bayonne – Oyonnax       | 38-12 |
| 23-8-2014 | Bordeaux – Racing Métro | 30-21 |
| 23-8-2014 | Montpellier – Grenoble  | 20-17 |
| 23-8-2014 | Tolone – La Rochelle    | 60-19 |
| 23-8-2014 | Stade Français – Lione  | 23-20 |

|           | 5ª giornata             |       |
| --------- | ----------------------- | ----- |
| 12-9-2014 | La Rochelle – Castres   | 41-16 |
| 13-9-2014 | Tolosa – Clermont       | 9-13  |
| 13-9-2014 | Bayonne – Brive         | 23-6  |
| 14-9-2014 | Oyonnax – Grenoble      | 40-27 |
| 12-9-2014 | Racing Métro – Lione    | 28-11 |
| 13-9-2014 | Tolone – Stade Français | 24-28 |
| 14-9-2014 | Bordeaux – Montpellier  | 27-21 |

|           | 8ª giornata             |       |
| --------- | ----------------------- | ----- |
| 4-10-2014 | Tolosa – Stade Français | 22-10 |
| 4-10-2014 | Bayonne – Montpellier   | 10-15 |
| 4-10-2014 | Bordeaux – Clermont     | 51-21 |
| 4-10-2014 | Castres – Grenoble      | 51-10 |
| 4-10-2014 | La Rochelle – Lione     | 29-10 |
| 3-10-2014 | Oyonnax – Tolone        | 18-21 |
| 4-10-2014 | Racing Métro – Brive    | 46-32 |

|           | 11ª giornata              |       |
| --------- | ------------------------- | ----- |
| 7-11-2014 | Montpellier – Brive       | 10-25 |
| 8-11-2014 | Clermont – Stade Français | 51-9  |
| 8-11-2014 | Grenoble – Lione          | 34-30 |
| 8-11-2014 | Bordeaux – Tolosa         | 20-21 |
| 8-11-2014 | Oyonnax – La Rochelle     | 37-9  |
| 8-11-2014 | Racing Métro – Bayonne    | 27-10 |
| 8-11-2014 | Castres – Tolone          | 22-14 |

|            | 14ª giornata            |       |
| ---------- | ----------------------- | ----- |
| 28-12-2014 | Stade Français – Tolone | 30-6  |
| 28-12-2014 | Bordeaux – Brive        | 46-10 |
| 28-12-2014 | Castres – Montpellier   | 27-9  |
| 28-12-2014 | La Rochelle – Grenoble  | 19-15 |
| 28-12-2014 | Lione – Clermont        | 16-13 |
| 28-12-2014 | Oyonnax – Bayonne       | 12-9  |
| 28-12-2014 | Tolosa – Racing Métro   | 15-9  |

|           | 17ª giornata             |       |
| --------- | ------------------------ | ----- |
| 31-1-2015 | Brive – Grenoble         | 23-0  |
| 31-1-2015 | Castres – Tolosa         | 9-13  |
| 31-1-2015 | La Rochelle – Clermont   | 16-12 |
| 31-1-2015 | Lione – Racing Métro     | 11-13 |
| 31-1-2015 | Montpellier – Bordeaux   | 34-24 |
| 31-1-2015 | Stade Français – Oyonnax | 13-15 |
| 30-1-2015 | Tolone – Bayonne         | 24-17 |

|           | 20ª giornata              |       |
| --------- | ------------------------- | ----- |
| 14-3-2015 | Bayonne – Castres         | 21-19 |
| 14-3-2015 | Brive – Racing Métro      | 36-12 |
| 13-3-2015 | Clermont – Bordeaux       | 31-23 |
| 14-3-2015 | La Rochelle – Oyonnax     | 35-20 |
| 14-3-2015 | Lione – Tolone            | 14-22 |
| 14-3-2015 | Stade Français – Grenoble | 21-30 |
| 14-3-2015 | Tolosa – Montpellier      | 18-13 |

|           | 23ª giornata            |       |
| --------- | ----------------------- | ----- |
| 24-4-2015 | Stade Français – Tolosa | 12-21 |
| 25-4-2015 | Bayonne – Grenoble      | 42-33 |
| 25-4-2015 | Brive – Montpellier     | 15-10 |
| 25-4-2015 | Castres – Clermont      | 31-10 |
| 25-4-2015 | La Rochelle – Tolone    | 32-29 |
| 25-4-2015 | Lione – Bordeaux        | 22-37 |
| 25-4-2015 | Oyonnax – Racing Métro  | 21-16 |

|           | 26ª giornata           |       |
| --------- | ---------------------- | ----- |
| 23-5-2015 | Bayonne – La Rochelle  | 45-12 |
| 23-5-2015 | Brive – Stade Français | 27-0  |
| 23-5-2015 | Lione – Grenoble       | 29-24 |
| 23-5-2015 | Montpellier – Clermont | 17-29 |
| 23-5-2015 | Racing Métro – Castres | 53-10 |
| 23-5-2015 | Tolone – Oyonnax       | 46-17 |
| 23-5-2015 | Tolosa – Bordeaux      | 23-22 |

|           | 3ª giornata              |       |
| --------- | ------------------------ | ----- |
| 29-8-2014 | Clermont – Montpellier   | 20-21 |
| 30-8-2014 | La Rochelle – Tolosa     | 37-25 |
| 30-8-2014 | Castres – Bayonne        | 30-6  |
| 30-8-2014 | Grenoble – Bordeaux      | 37-23 |
| 30-8-2014 | Lione – Brive            | 24-6  |
| 30-8-2014 | Oyonnax – Stade Français | 33-6  |
| 30-8-2014 | Racing Métro – Tolone    | 17-10 |

|           | 6ª giornata                  |       |
| --------- | ---------------------------- | ----- |
| 19-9-2014 | Brive – Tolone               | 13-53 |
| 20-9-2014 | Racing Métro – Tolosa        | 27-16 |
| 20-9-2014 | Castres – Oyonnax            | 27-18 |
| 20-9-2014 | Clermont – Lione             | 43-12 |
| 20-9-2014 | Grenoble – Bayonne           | 24-15 |
| 20-9-2014 | La Rochelle – Bordeaux       | 26-29 |
| 20-9-2014 | Montpellier – Stade Français | 23-3  |

|            | 9ª giornata                   |       |
| ---------- | ----------------------------- | ----- |
| 12-10-2014 | Tolosa – Tolone               | 21-10 |
| 11-10-2014 | Bordeaux – Castres            | 59-7  |
| 11-10-2014 | Clermont – La Rochelle        | 30-10 |
| 10-10-2014 | Grenoble – Brive              | 26-25 |
| 11-10-2014 | Lione – Bayonne               | 24-19 |
| 11-10-2014 | Montpellier – Oyonnax         | 25-9  |
| 11-10-2014 | Stade Français – Racing Métro | 23-19 |

|            | 12ª giornata           |       |
| ---------- | ---------------------- | ----- |
| 29-11-2014 | Tolone – Clermont      | 27-19 |
| 29-11-2014 | Castres – Racing Métro | 9-14  |
| 29-11-2014 | La Rochelle – Bayonne  | 19-19 |
| 29-11-2014 | Lione – Montpellier    | 23-20 |
| 29-11-2014 | Oyonnax – Bordeaux     | 28-23 |
| 30-11-2014 | Stade Français – Brive | 20-17 |
| 29-11-2014 | Tolosa – Grenoble      | 22-25 |

|          | 15ª giornata            |       |
| -------- | ----------------------- | ----- |
| 4-1-2015 | Clermont – Tolosa       | 24-6  |
| 3-1-2015 | Brive – Bayonne         | 25-9  |
| 3-1-2015 | Castres – La Rochelle   | 30-15 |
| 3-1-2015 | Grenoble – Oyonnax      | 33-19 |
| 2-1-2015 | Lione – Stade Français  | 12-9  |
| 3-1-2015 | Montpellier – Tolone    | 16-12 |
| 3-1-2015 | Racing Métro – Bordeaux | 12-9  |

|           | 18ª giornata             |       |
| --------- | ------------------------ | ----- |
| 20-2-2015 | Bayonne – Stade Français | 23-6  |
| 21-2-2015 | Bordeaux – Tolone        | 28-23 |
| 21-2-2015 | Grenoble – Montpellier   | 20-18 |
| 21-2-2015 | La Rochelle – Brive      | 19-12 |
| 21-2-2015 | Oyonnax – Castres        | 23-13 |
| 21-2-2015 | Racing Métro – Clermont  | 13-13 |
| 21-2-2015 | Tolosa – Lione           | 23-20 |

|           | 21ª giornata              |       |
| --------- | ------------------------- | ----- |
| 28-3-2015 | Tolone – Tolosa           | 24-34 |
| 27-3-2015 | Bayonne – Racing Métro    | 6-12  |
| 28-3-2015 | Bordeaux – La Rochelle    | 21-22 |
| 28-3-2015 | Grenoble – Castres        | 12-16 |
| 28-3-2015 | Montpellier – Lione       | 45-17 |
| 28-3-2015 | Oyonnax – Brive           | 24-3  |
| 28-3-2015 | Stade Français – Clermont | 40-26 |

|           | 24ª giornata                  |       |
| --------- | ----------------------------- | ----- |
| 9-5-2015  | Tolone – Castres              | 37-21 |
| 9-5-2015  | Bordeaux – Oyonnax            | 26-23 |
| 9-5-2015  | Grenoble – Clermont           | 17-37 |
| 9-5-2015  | Lione – La Rochelle           | 16-16 |
| 9-5-2015  | Montpellier – Bayonne         | 33-16 |
| 10-5-2015 | Racing Métro – Stade Français | 19-28 |
| 9-5-2015  | Tolosa – Brive                | 67-19 |

### Classifica
| pos | Squadra                                                         | G. | V. | N. | P. | P+  | P-  | Diff. | BM | BS | Pt. |
| 1   | Tolone                                                          | 26 | 16 | 0  | 10 | 740 | 525 | 215   | 7  | 5  | 76  |
| 2   | Clermont                                                        | 26 | 16 | 1  | 9  | 630 | 464 | 166   | 5  | 4  | 75  |
| 3   | Tolosa                                                          | 26 | 16 | 0  | 10 | 573 | 504 | 69    | 3  | 3  | 70  |
| 4   | Stade français                                                  | 26 | 15 | 1  | 10 | 591 | 576 | 15    | 6  | 2  | 70  |
| 5   | Racing Métro 92                                                 | 26 | 13 | 3  | 10 | 551 | 497 | 54    | 3  | 4  | 65  |
| 6   | Oyonnax                                                         | 26 | 14 | 0  | 12 | 514 | 507 | 7     | 2  | 4  | 62  |
| 7   | Bordeaux                                                        | 26 | 12 | 0  | 14 | 701 | 578 | 123   | 4  | 9  | 61  |
| 8   | Montpellier                                                     | 26 | 11 | 2  | 13 | 537 | 516 | 21    | 2  | 5  | 55  |
| 9   | La Rochelle                                                     | 26 | 10 | 5  | 11 | 520 | 659 | -139  | 2  | 2  | 54  |
| 10  | Brive                                                           | 26 | 12 | 0  | 14 | 502 | 619 | -117  | 3  | 2  | 53  |
| 11  | Grenoble                                                        | 26 | 11 | 0  | 15 | 626 | 735 | -109  | 3  | 6  | 53  |
| 12  | Castres                                                         | 26 | 11 | 0  | 15 | 509 | 627 | -118  | 4  | 4  | 52  |
| 13  | Bayonne                                                         | 26 | 10 | 1  | 15 | 522 | 548 | -26   | 5  | 5  | 52  |
| 14  | Lione                                                           | 26 | 8  | 1  | 17 | 469 | 630 | -161  | 0  | 7  | 41  |
|     | Qualificata per le semifinali e la European Rugby Champions Cup |    |    |    |    |     |     |       |    |    |     |
|     | Qualificata per il barrage e la Champions Cup                   |    |    |    |    |     |     |       |    |    |     |
|     | Qualificata per i playoff qualificazione alla Champions Cup     |    |    |    |    |     |     |       |    |    |     |
|     | Retrocessa in Pro D2                                            |    |    |    |    |     |     |       |    |    |     |

## Fase finale

### Spareggi preliminari
| Arbitro: | Jérôme Garcès |

|                              |      |                                |
| 74’ Baille                   | mt   | 39’ Paea                       |
|                              | tr   | 39’ Urdapilleta                |
| 7’, 13’, 29’, 54’, 61’ Flood | c.p. | 15’, 45’, 50’, 69’ Urdapilleta |

| Arbitro: | Romain Poite |

|                                              |      |                           |
| 8’ Nayacalevu 33’ tecnica                    | mt   | 40’ Machenaud 66’ Roberts |
| 8’, 33’ Steyn                                | tr   | 40’ Sexton                |
| 23’, 42’, 51’, 57’, 61’, 70’, 76’, 80’ Steyn | c.p. | 47’ Sexton                |

### Semifinali
| Arbitro: | Mathieu Raynal |

|                         |      |                                  |
| 4’ Mitchell             | mt   | 23’ Lakafia 38’ Burban 80’ Arias |
| 4’ Halfpenny            | tr   | 23’, 38’, 80’ Steyn              |
| 11’, 32’, 45’ Halfpenny | c.p. | 8’, 20’, 57’, 70’ Steyn          |

| Arbitro: | Alexandre Ruiz |

|                                   |      |                         |
|                                   | mt   | 45’ Médard              |
| 5’, 17’, 31’, 50’ Parra 72’ James | c.p. | 10’, 36’, 64’ McAlister |
| 75’ James                         | drop |                         |

### Finale
| Arbitro: | Pascal Gaüzère |

|                          |      |                     |
| 14’, 21’, 28’, 80’ Steyn | c.p. | 39’ Lopez 62’ James |